# Piotr Waglowski
Piotr Waglowski ps. VaGla (ur. 17 maja 1974 w Warszawie) – polski prawnik, publicysta, poeta, webmaster, urzędnik, badacz procesów komunikacyjnych w paradygmacie konstruktywicznym.

## Działalność naukowa i dydaktyczna
Ukończył studia na Wydziale Prawa i Administracji Uniwersytetu Warszawskiego. Pracę magisterską, napisaną pod kierunkiem prof. dr hab. Marka Safjana, poświęcił naruszeniu dóbr osobistych w Internecie i ich cywilnoprawnej ochronie na podstawie Kodeksu cywilnego. Ukończył studia doktoranckie w Instytucie Nauk Prawnych na Wydziale Nauk Społecznych PAN. 
Członek Kolegium Centrum Badań i Edukacji Prawno-Informatycznej Uniwersytetu Kardynała Stefana Wyszyńskiego.
Prowadził zajęcia dydaktyczne w Wyższej Szkole Handlu i Prawa im. Ryszarda Łazarskiego w Warszawie („Dziennikarstwo informacyjne w portalu internetowym” oraz „Technologia integracji internet, prasa, radio, telewizja” – w ramach szkolenia „Dziennikarstwo internetowe”), w Szkole Wyższej Psychologii Społecznej w Warszawie („Edukacja w przestrzeni internetu i nowych mediów” – Katedra Mediów i Komunikowania na Wydziale Nauk Humanistycznych i Społecznych) oraz w Instytucie Dziennikarstwa na Wydziale Dziennikarstwa i Nauk Politycznych Uniwersytetu Warszawskiego (w ramach specjalizacji „Dziennikarstwo Online”). W latach 2014–2015 pracował w Interdyscyplinarnym Centrum Modelowania Matematycznego i Komputerowego Uniwersytetu Warszawskiego.

## Działalność publiczna

### Lata 90.
Od 1994 zaangażowany społecznie w rozwój polskiego Internetu. W 1995 założył pierwszą w Internecie listę dyskusyjną na temat prawa w języku polskim: prawo@plearn.bitnet, w 1997 uruchomił serwis internetowy VaGla.pl Prawo i Internet, poświęcony prawnym aspektom społeczeństwa informacyjnego. W kwietniu 1996 roku założył Gazetę Wydziału Prawa i Administracji Uniwersytetu Warszawskiego „Jurysta” i pełnił funkcję jej pierwszego redaktora naczelnego. W latach 1997–2000 aktywnie uczestniczył w pracach Stowarzyszenia Studentów i Absolwentów Wydziału Prawa i Administracji Uniwersytetu Warszawskiego „PROCURA” jako: Członek Założyciel, Przewodniczący Komisji Rewizyjnej, a następnie Członek Zarządu. Od stycznia 1998 do października 1999 – Wiceprezes ds. Organizacyjno-Gospodarczych Akademickiego Centrum Kultury Niezależnej (ACKN).

### XXI wiek

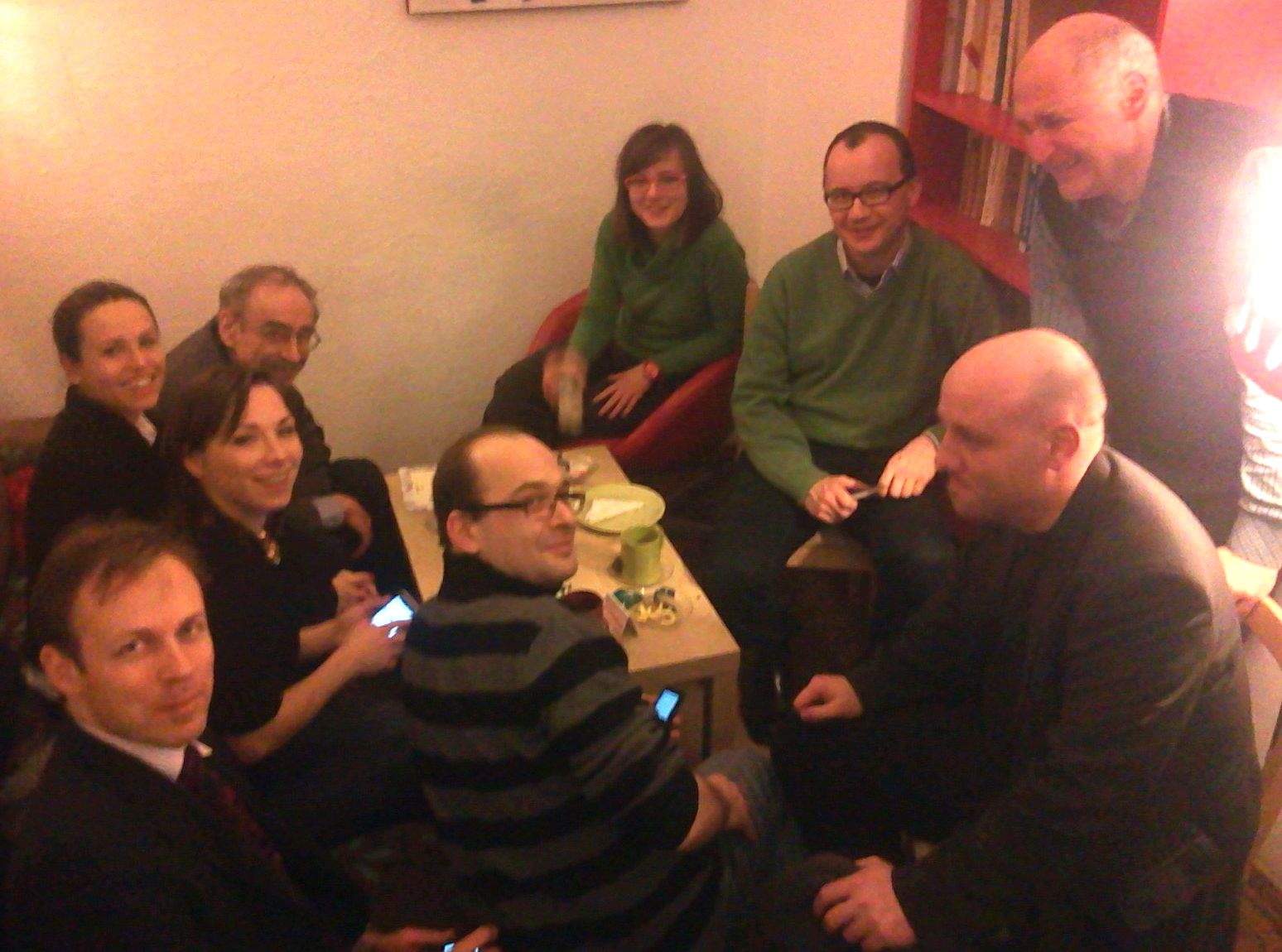
Przedstawiciele organizacji pozarządowych analizujący sytuację związaną z protestami przeciwko ACTA: Józef Halbersztadt (ISOC Polska), Małgorzata Szumańska (Panoptykon), Adam Bodnar (HFPC), Dominika Bychawska-Siniarska (HFPC), Katarzyna Szymielewicz (Panoptykon), Władysław Majewski (ISOC Polska), Marcin Cieślak (ISOC Polska), Jarosław Lipszyc (Nowoczesna Polska, ISOC Polska), Piotr Waglowski (ISOC Polska, Nowoczesna Polska, Panoptykon) (Warszawa, 27 stycznia 2012 r.)

Członek założyciel stowarzyszenia Internet Society Poland, w latach 2001–2006 i 2009–2010 członek jego zarządu. 23 marca 2007 został wybrany do Rady Polskiej Izby Informatyki i Telekomunikacji. W latach 2009–2014 był członkiem rady programowej Fundacji „Panoptykon” oraz członkiem Rady Fundacji Nowoczesna Polska (1 lutego 2014 roku złożył mandat w radach obu fundacji). W 2010 roku objął funkcję dyrektora ds. koordynacji działań prawnych Związku Pracodawców Branży Internetowej IAB Polska, gdzie zajmował się przygotowywaniem i zarządzaniem procesami legislacyjnymi, a następnie doradcy społecznego Prezesa Urzędu Komunikacji Elektronicznej ds. funkcjonowania rynku mediów w szczególności w zakresie neutralności sieci. W latach 2010–2014 zaangażowany w prace Obywatelskiego Forum Legislacji, działającego przy Fundacji im. Stefana Batorego.

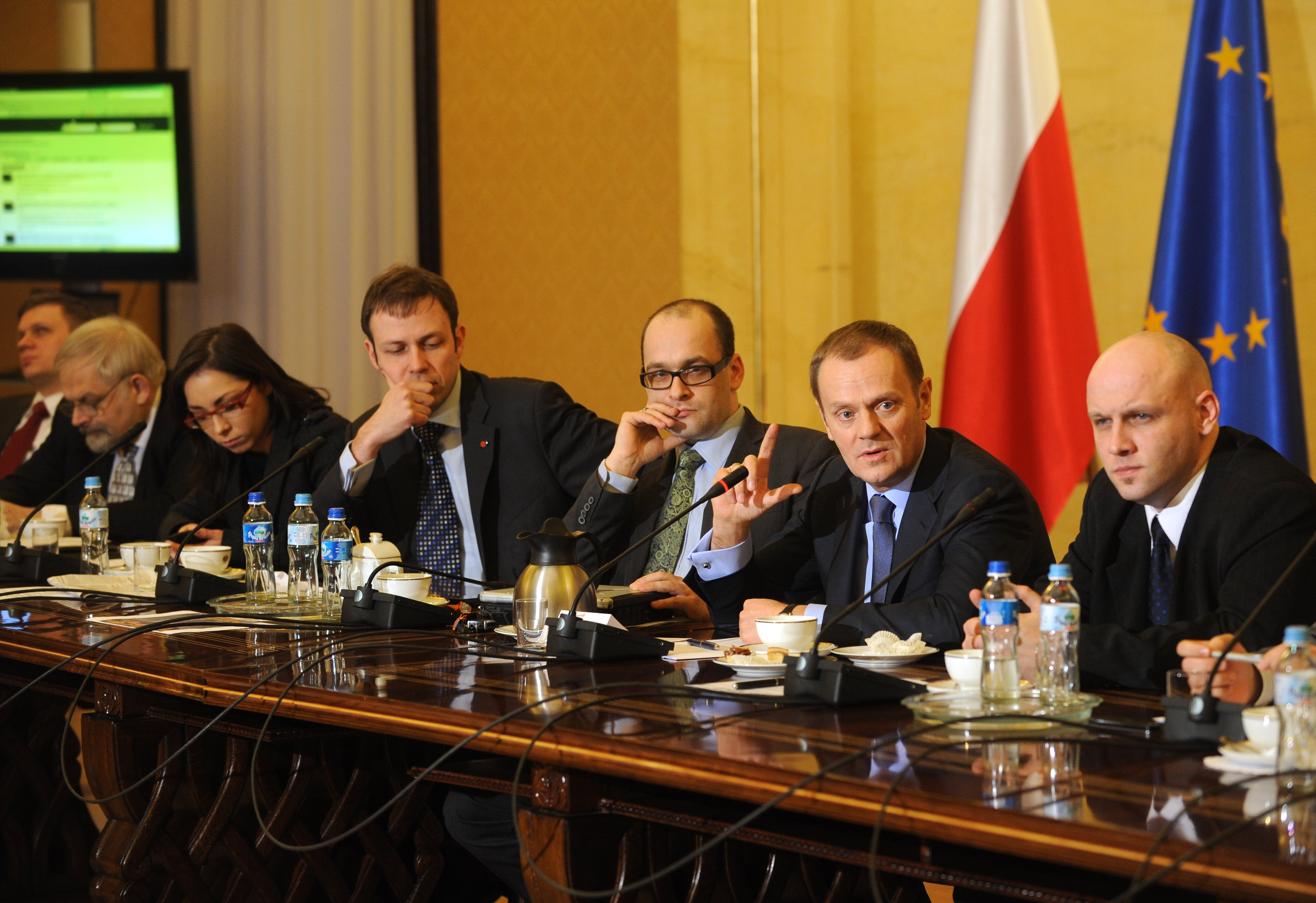
5 lutego 2010 roku, spotkanie "internautów" z Prezesem Rady Ministrów związane z protestem przeciwko tworzeniu Rejestru Stron i Usług Niedozwolonych, Sala Świetlikowa Kancelarii Prezesa Rady Ministrów, materiały prasowe KPRM. Na zdjęciu: Aleksander Waszkielewicz (Fundacja Instytut Rozwoju Regionalnego), Wacław Iszkowski (Polska Izba Informatyki i Telekomunikacji), Katarzyna Szymielewicz (Fundacja Panoptykon), Marcin Cieślak (Internet Society Poland), Jarosław Lipszyc (Fundacja Nowoczesna Polska), Donald Tusk (prezes Rady Ministrów), Piotr Waglowski (Internet Society Poland, Fundacja Nowoczesna Polska, Fundacja Panoptykon).

Autor artykułów na temat prawnych aspektów społeczeństwa informacyjnego, w maju 2005 roku nakładem wydawnictwa Helion ukazała się jego książka zatytułowana Prawo w sieci. Zarys regulacji internetu (ISBN 83-7361-854-6).
Był felietonistą miesięcznika „IT w Administracji”, tygodnika „Wprost” oraz miesięcznika „Gazeta Bankowa”. Od grudnia 2006 zasiadał w radach programowych dwumiesięcznika „elektroniczna Administracja” oraz kwartalnika „Prawo Nowych Technologii” (oba zakończyły działalność w 2009 roku). Uczestniczył w wielu debatach publicznych oraz występował jako komentator w audycjach telewizyjnych. Jego zasadniczym miejscem komunikowania się ze światem jest serwis (nie blog, jak sam podkreśla) vagla.pl, jednak jest też obecny w mediach społecznościowych, bywał na przykład określany, jako jedna z najbardziej wpływowych osób na polskim Twitterze.
Wraz z Jarosławem Lipszycem zainicjował obchody Dnia Domeny Publicznej w Polsce, które po raz pierwszy zorganizowano w 2007.
Z dniem 14 sierpnia 2006 wicepremier Ludwik Dorn powołał Piotra Waglowskiego w skład Rady Informatyzacji, nominację (jako reprezentanta ISOC w Radzie IV kadencji) potwierdził minister Michał Boni w grudniu 2011. W czerwcu 2014 został powołany przez ministra Rafała Trzaskowskiego w skład Rady ds. Cyfryzacji przy MAC, a w 2016 roku minister Anna Streżyńska powołała go w skład drugiej kadencji tej Rady.
W 2012 brał aktywny udział w Improwizowanym Kongresie Wolnego Internetu.

#### Sprawa ACTA
24 listopada 2009 w imieniu Stowarzyszenia Internet Society Poland złożył – wraz z Józefem Halberstadtem – do Kancelarii Prezesa Rady Ministrów, do Ministerstwa Gospodarki i do Ministerstwa Kultury i Dziedzictwa Narodowego wnioski o udostępnienie informacji publicznej na temat posiadanych przez te urzędy dokumentów i innych informacji związanych z negocjacjami umowy międzynarodowej Anti-Counterfeiting Trade Agreement (ACTA). W trakcie społecznych protestów przeciwko ACTA aktywnie komentował we własnym serwisie oraz w mediach publicznych proces negocjacji tej umowy. Za to zaangażowanie został nominowany do licznych nagród.

#### Start do Senatu
W 2014 ogłosił zamiar kandydowania do Senatu w ramach własnego eksperymentu „Projekt Senat”. 21 sierpnia 2015 został zgłoszony do Państwowej Komisji Wyborczej Komitet Wyborczy Wyborców Piotra Waglowskiego. 15 września 2015 Piotr Waglowski, po spełnieniu wymogów ustawowych, został zarejestrowany jako kandydat na senatora w okręgu wyborczym do Senatu nr 45 z siedzibą w Warszawie. Poparły go m.in. Partia Zieloni, Polska Partia Piratów i Stowarzyszenie KoLiber. W ogłoszonym przed wyborami dokumencie programowym ruchu Kukiz’15 stwierdzono, że ugrupowanie Pawła Kukiza pragnie czerpać z wiedzy i doświadczenia „takich ekspertów jak Piotr Vagla Waglowski, który od lat prowadzi krucjatę na rzecz zwiększenia dostępu do informacji publicznej”. W wyborach 25 października 2015 zdobył 22.719 głosów (10,2%), zajmując trzecie miejsce w swoim okręgu (nie uzyskując mandatu). Jego kampania wyborcza odbiła się szerokim echem w mediach. Uznano ją za oryginalną i nowatorską. Według Waglowskiego była to także pierwsza w historii Rzeczypospolitej Polskiej kampania wyborcza zrealizowana przy pełnej przejrzystości finansowania kampanii w czasie rzeczywistym. Udział w wyborach Waglowski potraktował również jako ważną okazję do edukowania społeczeństwa w zakresie jego obywatelskich praw i przywilejów oraz praktyki ich realizowania.

#### Administracja rządowa
W czerwcu 2016 poinformował, że rozpoczyna pracę w Departamencie Doskonalenia Regulacji Gospodarczych Ministerstwa Rozwoju kierowanego przez Mateusza Morawieckiego. Jednocześnie zawiesił swoją aktywność w Obywatelskim Forum Legislacji oraz w zespole eksperckim ds. podstaw prawnych społeczeństwa obywatelskiego przy Pełnomocniku Rządu ds. Społeczeństwa Obywatelskiego. W lutym 2017 roku, w wyniku otwartego naboru, został członkiem Korpusu służby cywilnej obejmując stanowisko radcy ministra w Departamencie Oceny Ryzyka Regulacyjnego Ministerstwa Rozwoju. W wyniku przeprowadzonej w 2018 roku rekonstrukcji rządu zadania tego departamentu realizowane są przez Departament Doskonalenia Regulacji Gospodarczych Ministerstwa Przedsiębiorczości i Technologii.
W 2021 roku ukończył aplikację legislacyjną Rządowego Centrum Legislacji.

## Aktywność pozazawodowa
Wśród wielu dziedzin, do jego aktywnych zainteresowań, należą sfragistyka, heraldyka, weksylologia oraz toponimia, genealogia i historia. Jako medalier projektuje Sigilla i ofiarowuje je osobom, które darzy szacunkiem.

## Nagrody i wyróżnienia
- 2001:

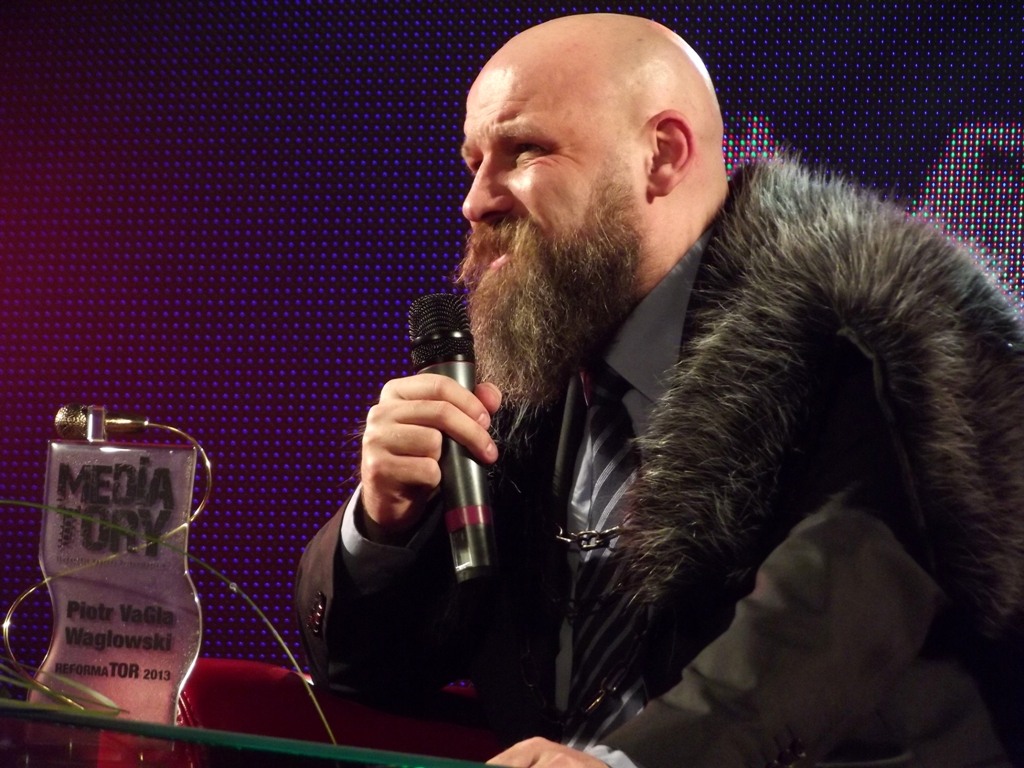
Piotr VaGla Waglowski podczas gali rozdania nagród dziennikarskich MediaTory 2013 w Krakowie (7 grudnia 2013)

  - otrzymał tytuł Internetowego Obywatela Roku 2001, przyznany przez Komitet Organizacyjny Internetu Obywatelskiego za istotny wkład w budowanie podstaw społeczeństwa informacyjnego w Polsce;

- 2005:
  - odznaczony Brązowym Krzyżem Zasługi[44] za zasługi dla rozwoju informatyzacji;

- 2010:
  - został laureatem nagrody Info Star za rok 2009 w kategorii „propagowanie prawa teleinformatycznego”[45]. Nagrodę  przyznaje Kapituła, złożona z dotychczasowych laureatów.

- 2012:
  - otrzymał nagrodę Forum Dostępnej Cyberprzestrzeni „za szczególny wkład w dostępność Internetu”[46]
  - nominowany do Nagrody im. Andrzeja Woyciechowskiego „za pokazanie, że sposób negocjowania przez polski rząd porozumienia ACTA był pogwałceniem podstawowych praw obywateli. Za zorganizowanie wspólnie z organizacjami pozarządowymi skutecznego protestu w polskim Internecie i udowodnienie, że nie można negocjować umów ograniczających wolność w sieci za zamkniętym drzwiami i ponad głowami obywateli”[47].
- 2013:
  - nominowany do Nagrody Radia TOK FM m.in. za „uruchomienie podskakujących”[48]
  - uznany za najbardziej wpływowego prawnika w roku 2012[49]
  - został laureatem nagrody MediaTory za rok 2013 w kategorii „ReformaTOR” za „śledztwa obywatelskie, których nie powstydziliby się najlepsi dziennikarze. Za konsekwentne patrzenie władzy na ręce, komentowanie i kontrolowanie rzeczywistości prawnej dla dobra społeczeństwa. Za to, że od 16 lat pokazuje jak dbać o swoje prawa w tzw. społeczeństwie informacyjnym”[50].
- 2015:
  - Zarząd Główny SEP wyróżnił Waglowskiego medalem im. prof. Janusza Groszkowskiego za „wieloletnie działania w obszarze prawnych aspektów społeczeństwa informacyjnego”[51].
  - otrzymał z rąk wicepremiera Janusza Piechocińskiego Odznakę honorową za zasługi dla rozwoju gospodarki Rzeczypospolitej Polskiej[52].
  - w listopadzie 2015 roku wyróżniony udziałem w drugiej edycji zestawienia liderów innowacji w Europie Środkowo-Wschodniej New Europe 100 Challengers w kategorii „society & politics”[53]